# Le Montat

Le Montat este o comună în departamentul Lot din sudul Franței. În 2009 avea o populație de 965 de locuitori.

## Evoluția populației
| An        | 1975 | 1982 | 1990 | 1999 | 2006 | 2009 |
| --------- | ---- | ---- | ---- | ---- | ---- | ---- |
| Populație | 348  | 459  | 685  | 774  | 963  | 965  |